# Де Зуте, Пит
Питер (Пит) де Зу́те (нидерл. Pieter "Piet" de Zoete; 6 ноября 1943, Гаага — 28 мая 2023) — нидерландский футболист, играл на позиции полузащитника.

## Биография

### Игровая карьера
Де Зуте был воспитанником клуба «АДО Ден Хааг», за который дебютировал в сезоне 1962/63, сыграв 11 матчей и забил 1 гол. Последующие 11 сезонов он играл в этом же клубе, сыграв за эту команду 326 матчей и забил 38 голов в Эредивизи, а также в 1968 году выиграл Кубок Нидерландов. В этом же клубе он и закончил карьеру в возрасте 30 лет.
За сборную Нидерландов сыграл 3 матча.

### Тренерская карьера
Завершив карьеру игрока, работал в «АДО Ден Хааг» в качестве тренера молодёжной команды, а также трижды был исполняющим обязанности главного тренера «Ден Хааг».

### Признание
В 2015 году стал почётным членом клуба «Ден Хааг» и получил серебряную звезду на Стене славы спортивных значков.

### Смерть
Скончался 28 мая 2023 года в возрасте 79 лет после продолжительной болезни.

## Статистика

### Матчи де Зуте за сборную Нидерландов
| Матчи де Зуте за сборную Нидерландов | Матчи де Зуте за сборную Нидерландов | Матчи де Зуте за сборную Нидерландов | Матчи де Зуте за сборную Нидерландов | Матчи де Зуте за сборную Нидерландов | Матчи де Зуте за сборную Нидерландов |
| ------------------------------------ | ------------------------------------ | ------------------------------------ | ------------------------------------ | ------------------------------------ | ------------------------------------ |
| №                                    | Дата                                 | Соперник                             | Счёт                                 | Голы де Зуте                         | Соревнование                         |
| 1                                    | 18 сентября 1966                     | Австрия                              | 1:2                                  | —                                    | Товарищеский матч                    |
| 2                                    | 5 апреля 1967                        | ГДР                                  | 3:4                                  | —                                    | Чемпионат Европы 1968 (отбор)        |
| 3                                    | 29 ноября 1967                       | СССР                                 | 3:1                                  | —                                    | Товарищеский матч                    |

Итого: 3 матча / 0 голов; 1 победа, 0 ничьих, 2 поражения.

## Достижения
«АДО Ден Хааг»
- Обладатель Кубка Нидерландов: 1967/68